# Flight of the Conchords
Flight of the Conchords è un duo neozelandese, vincitore di un Grammy Award, composto da Bret McKenzie e Jemaine Clement.
Autodefinitosi "il quarto più popolare duo di chitarristi-digi-bongo a cappella-rap-funk-folk comico della Nuova Zelanda", il gruppo usa una combinazione di osservazioni argute, personaggi buffi e chitarre acustiche folk per conquistare il pubblico.
La comicità e la musica del duo erano inizialmente la base di un programma radiofonico della BBC, per poi diventare una serie televisiva americana che portava lo stesso nome, il cui primo episodio fu trasmesso nel 2007.

## Carriera
Bret e Jemaine erano compagni di stanza alla Victoria University di Wellington, dove studiavano cinema e teatro prima di fondare i FOTC nel 1998. L'intento iniziale era quello di comporre canzoni "serie", ma tutte le loro canzoni venivano interpretate come parodie dal pubblico, per cui decisero di dedicarsi al genere comico.

### Apparizioni
Il duo si è esibito per la prima volta in TV in occasione di uno show durato quattro notti (dal 3 al 6 maggio del 2000), Newton Salad, programma trasmesso su una rete locale che ebbe vita breve, Channel 7 (ribattezzata poi WTV). Le canzoni, in ordine di esibizione, erano Bowie in Space, Ladies of the World, Petrov, Yelyena and Me e Hotties.
Tra il 2002 ed il 2003 si sono esibiti all'Edinburgh Fringe. Nel 2003, sono stati nominati per i Perrier Award. Si esibirono anche all'International Comedy Festival di Melbourne, dove vinsero il Best Newcomer Award.
Nel 2004 la band tornò ad esibirsi all'Edinburgh Fringe e fu scelta come testimonial per la compagnia telefonica britannica Phones 4U. Apparirono anche sulla TV australiana ABC, nello show Stand Up!.
HBO offrì al gruppo uno speciale nella loro stand-up comedy series One Night Stand. Si esibirono anche nel weekend di apertura del Comix Comedy Club, dove registrarono due canzoni incluse nell'album con cui vinsero il Grammy Award nel 2008. Si esibirono anche al South by Southwest Music Festival ad Austin (Texas). Durante la loro permanenza in Texas, girarono un documentario intitolato Flight of the Conchords: un'odissea texana, che fu trasmesso in Nuova Zelanda su TV3 verso la fine del 2006.
Nel giugno del 2007, i due si esibirono durante il Late Show di David Letterman e furono intervistati da Terry Gross per la trasmissione radiofonica Fresh Air della NPR. La band partecipò anche al Bonnaroo Music Festival a Manchester (Tennessee). In quello stesso periodò, uscì il disco The Distant Future, prodotto da Mickey Petralia e registrato a New York e Los Angeles da Petrania e Matt Shane. Le tracce live contenute nel CD sono tratte dai concerti presso il Comix Comedy Club di New York. Il 24 ottobre 2007 hanno partecipato come ospiti musicali al Late Night with Conan O'Brien.
Il 10 febbraio del 2008 fu loro consegnato il Grammy Award per Best Comedy Album..
Il 5 maggio 2008 si sono esibiti in uno spettacolo privato presso il "The Depot" a Salt Lake City, in occasione dell'Omniture (Web analytics Conference). Il giorno seguente si sono esibiti al Cahn Auditorium della Northwestern University.
il 24 aprile si esibirono in uno show gratuito all'Amoeba Music di Hollywood, California.
Il 28 maggio suonarono alla conferenza Google I/O a San Francisco.
Il duo si è esibito anche sul palco principale del Sasquatch! Music Festival lunedì 26 maggio 2008 al Gorge Amphitheatre in Central Washington State.

### Serie radiofoniche BBC
Nel 2004, la band creò una serie per BBC Radio 2. Quasi totalmente improvvisata, la serie era basata sulla ricerca di successo commerciale della band. oltre a Bret e Jemaine, partecipavano alla trasmissione anche Rob Brydon, come narratore, Rhys Darby che interpretava il manager del gruppo e Jimmy Carr nel ruolo di un devoto fan di nome Kipper.
La serie BBC vinse un Sony Radio Academy Award.

### Serie TV
Il duo ha interpretato una serie televisiva intitolata Flight of the Conchords per la rete HBO; tale serie fu trasmessa per la prima volta negli Stati Uniti nel giugno del 2007. La serie era basata sulle avventure dei due ragazzi in cerca di successo a New York, e del loro tentativo di conquistare fan americani. Il cast regolare includeva Rhys Darby nel ruolo di Murrey, Arj Barker in quello di Dave, Kristen Schaal in quello di Mel, Dan Fleury che interpretava Doug ed Eugene Mirman come Eugene. Allo show parteciparono anche molti altri comici in veste di guest-star. La prima stagione è formata da 12 episodi; la seconda è formata da 10 episodi. Il DVD della Stagione 1 è stato pubblicato il 6 novembre 2007.

### Premi e riconoscimenti
- La serie della BBC vinse il Bronzo nella sezione comedy dei Sony Radio Academy Award del 2006.
- Il 15 novembre 2007, il quotidiano The Dominion Post premiò Clement e McKenzie con l'Arts Wellys 2007 e li nominò Wellingtoniani dell'anno 2007.
- James Poniewozik del Time magazine indicò Flight for the Conchord tra le cinque migliori nuove serie TV, al secondo posto.[10]
- Il 10 febbraio 2008, The Distant Future vinse il Grammy come Best Comedy Album.[11]
- Entertainment Weekly nominò Flight of the Conchords settimo miglior show televisivo del 2007.

## Discografia
- 2002 - Folk the World Tour
- 2006 - The BBC Radio Series: Flight of the Conchords
- 2007 - The Distant Future
- 2008 - Flight of the Conchords
- 2009 - I Told You I Was Freaky